# 菲爾莫爾 (紐約州)
菲爾莫爾（英語：Fillmore）是位於美國紐約州亞利加尼縣的普查規定居民點。

## 人口
根據2020年美國人口普查的數據，菲爾莫爾的面積為2.46平方千米，皆為陸地。當地共有人口596人，而人口密度為每平方千米242.28人。